# Paseo Marítimo Manuel Puigvert (Calella)
El Paseo Marítimo Manuel Puigvert es una obra del municipio de Calella (Barcelona) incluida en el Inventario del Patrimonio Arquitectónico de Cataluña.

## Descripción
Es una urbanización de balaustradas y escalinatas, con elementos decorativos que separan el paseo de la playa y de la vía del tren. Proyectados en plena dictadura de Primo de Rivera, como lo fueron el matadero y el mercado, por J. Martorell i Tarrats. Utilización de elementos de decoración, como por ejemplo, los obeliscos, muy de acuerdo con la estética de la nueva coyuntura política.  El inicio se encuentra cerca de la estación de tren . De esta zona salen tres caminos separados por árboles y cuando llegan al restaurante la Jaula pasan a ser un camino. El puente del arroyo forma parte del paseo y a partir de este se bifurca en dos caminos, uno para peatones y otro para bicicletas. Se acaba cerca de la piscina municipal Dorly Strobl.

## Historia
El actual paseo fue construido a mediados de 1927, promovido por el alcalde J. Dalmau y dedicado al alcalde más popular, Manuel Puigvert, "Cepas", quien fue el iniciador desde mediados del siglo XIX, la urbanización del paseo. En la obra definitiva se amplió la superficie del espacio arbolado. La inauguración fue simultánea a la del nuevo matadero, el mercado y la reforma del faro de Calella.